# اندیس خردآباد
خردآباد یک اندیس فلزی است که در حوالی شهر سنقر استان کرمانشاه قرار دارد و مادهٔ معدنی موجود در آن، منیتیت است.سنگ میزبان این اندیس آهک است و دیرینگی آن به دوران ژوراسیک می‌رسد. در این اندیس، پاراژنز‌های هماتیت یافت می‌شوند.